# South Georgia Wildcats
Die South Georgia Wildcats waren ein Arena-Football-Team aus Albany, Georgia, das in der af2 spielte. Das Franchise wurde 2002 als Cape Fear Wildcats gegründet.

## Geschichte

### Cape Fear Wildcats (2002–2004)
Das Franchise wurde 2002 als Cape Fear Wildcats in Fayetteville, North Carolina gegründet und startete zur Saison 2002 in der af2. Besitzer war Roddy Jones, der vorher bereits Teammanager der Carolina Cobras war.
In allen drei Spielzeiten wurden die Playoffs erreicht. Insgesamt konnten die Wildcats 38 von 54 Spielen in diesen Jahren gewinnen und ein Zuschauerdurchschnitt von 4.635 pro Heimspiel erzielt. Größter Erfolg war der Einzug in das Halbfinale des ArenaBowls 2002, welches allerdings mit 23:43 gegen die Florida Firecats verloren wurde.

### South Georgia Wildcats (2005–2009)
Zur Saison 2005 zog das Franchise nach Albany, Georgia um. Der Teamname „Wildcats“ wurde aber beibehalten. Nachdem sie in den ersten beiden Spielzeiten nur 6 Siege zu 26 Niederlagen vorweisen konnten und dabei auch nur drei Heimspiele gewannen, zogen die Wildcats anschließend in jedem Jahr in die Playoffs ein. Eine ArenaCup Teilnahme blieb ihnen aber verwehrt.
Nachdem die af2 zum Ende der Saison 2009 aufgelöst worden war, löste sich auch das Franchise der Wildcats auf.

## Saisonstatistiken
| Jahr | Team                   | Liga | S  | N  | Playoffs erreicht | Playoffrunde |
| ---- | ---------------------- | ---- | -- | -- | ----------------- | --- |
| 2002 | Cape Fear Wildcats     | af2  | 13 | 3  | Ja                | S Achtelfinale gg. Richmond Speed 57:48 S Viertelfinale gg. Albany Conquest 46:30 N Halbfinale gg. Florida Firecats 29:43 |
| 2003 | Cape Fear Wildcats     | af2  | 10 | 6  | Ja                | N Achtelfinale gg. Mohegan Wolves 47:50                                                                                   |
| 2004 | Cape Fear Wildcats     | af2  | 12 | 4  | Ja                | S Achtelfinale gg. Birmingham Steeldogs 54:53 N Viertelfinale gg. Wilkes-Barre/Scranton Pioneers 37:40                    |
| 2005 | South Georgia Wildcats | af2  | 3  | 13 | Nein              | |
| 2006 | South Georgia Wildcats | af2  | 3  | 13 | Nein              | |
| 2007 | South Georgia Wildcats | af2  | 10 | 6  | Ja                | S Achtelfinale gg. Florida Firecats 59:50 N Viertelfinale gg. Tulsa Talons 28:49                                          |
| 2008 | South Georgia Wildcats | af2  | 12 | 4  | Ja                | N Achtelfinale gg. Manchester Wolves 42:46                                                                                |
| 2009 | South Georgia Wildcats | af2  | 11 | 5  | Ja                | N Achtelfinale gg. Kentucky Horsemen 63:66                                                                                |

## Zuschauerentwicklung
| Jahr | Team                   | Zuschauerdurchschnitt |
| ---- | ---------------------- | --------------------- |
| 2002 | Cape Fear Wildcats     | 4.887                 |
| 2003 | Cape Fear Wildcats     | 4.987                 |
| 2004 | Cape Fear Wildcats     | 4.025                 |
| 2005 | South Georgia Wildcats | 6.759                 |
| 2006 | South Georgia Wildcats | 4.714                 |
| 2007 | South Georgia Wildcats | 5.150                 |
| 2008 | South Georgia Wildcats | 4.717                 |
| 2009 | South Georgia Wildcats | 5.107                 |